# ミリカ・ニコリッチ
ミリカ・ニコリッチ（Milica Nikolić 1994年11月7日- ）はセルビア出身の柔道選手。階級は48kg級。

## 経歴
2014年の世界ジュニア48kg級で5位になった。2015年からU23ヨーロッパ選手権で2連覇を成し遂げた。2016年にはグランプリ・ザグレブでIJFワールド柔道ツアー初優勝を飾った。グランドスラム・チュメニで3位、グランドスラム・アブダビでは2位となった。2017年にはグランドスラム・パリで3位、グランドスラム・バクーとグランドスラム・アブダビでは2位になるも、世界選手権では準々決勝で渡名喜風南に横四方固で敗れると、その後の3位決定戦でも近藤亜美に上四方固で敗れて5位にとどまった。2018年にはグランドスラム・デュッセルドルフとヨーロッパ選手権で3位、地中海競技大会では2位になった。2019年にはグランドスラム・エカテリンブルグとグランドスラム・バクーで3位だった。7月に日本武道館で開催された東京オリンピックでは初戦でフランスのシリヌ・ブクリに反則勝ちするも、2回戦でウクライナのダリア・ビロディドに技ありで敗れた。2022年の世界選手権では7位だった。2023年のグランドスラム・トビリシでは決勝で同僚のアンドレア・ストヤディノフに反則勝ちして優勝した。2024年のパリオリンピックでは2回戦で敗れた。2025年6月にヒドロクロロチアジドの陽性反応が出るドーピング違反で1年間の資格停止性分を科された。
IJF世界ランキングは3071ポイント獲得で12位 (2025年7月20日現在)。

## 主な戦績
- 2014年 - 世界ジュニア　5位
- 2015年 - ヨーロッパオープン・ソフィア　3位
- 2015年 - U23ヨーロッパ選手権　優勝
- 2016年 - ヨーロッパオープン・ソフィア　2位
- 2016年 - グランプリ・ブダペスト　3位
- 2016年 - グランドスラム・チュメニ　3位
- 2016年 - グランプリ・ザグレブ　優勝
- 2016年 - グランドスラム・アブダビ　2位
- 2016年 - U23ヨーロッパ選手権　優勝
- 2016年 - グランドスラム・東京　7位
- 2017年 - グランドスラム・パリ　3位
- 2017年 - グランドスラム・バクー　2位
- 2017年 - ヨーロッパオープン・ミンスク　2位
- 2017年 - 世界選手権　5位
- 2017年 - グランプリ・ザグレブ　2位
- 2017年 - グランプリ・タシュケント　2位
- 2017年 - グランドスラム・アブダビ　2位
- 2018年 - グランドスラム・デュッセルドルフ　3位
- 2018年 - グランプリ・トビリシ　2位
- 2018年 - ヨーロッパ選手権　3位
- 2018年 - 地中海競技大会　2位
- 2018年 - グランプリ・カンクン　3位
- 2018年 - グランプリ・タシュケント　3位
- 2018年 - ワールドマスターズ　5位
- 2019年 - グランドスラム・エカテリンブルグ　3位
- 2019年 - グランプリ・アンタルヤ　3位
- 2019年 - グランドスラム・バクー　3位
- 2019年 - ヨーロッパ競技大会　5位
- 2021年 -　グランドスラム・タシケント　3位
- 2021年 -　グランプリ・ザグレブ　3位
- 2022年 -　グランドスラム・アンタルヤ　3位
- 2022年 -　地中海競技大会　2位
- 2022年 -　グランプリ・ザグレブ 5位
- 2022年 - 世界選手権　7位
- 2022年 -　グランドスラム・バクー　3位
- 2023年 -　グランドスラム・トビリシ　優勝
- 2023年 - 世界選手権　7位
- 2023年 -　グランプリ・ザグレブ　2位
- 2024年 -　グランドスラム・バクー　2位

(出典、JudoInside.com)